# Toru Miyamoto
Toru Miyamoto (宮本 亨 Miyamoto Toru?, nacido el 3 de diciembre de 1982 en Yamaguchi) es un exfutbolista japonés. Jugaba de defensa y su último club fue el Giravanz Kitakyushu de Japón.

## Trayectoria

### Clubes
| Club                | País  | Año         |
| ------------------- | ----- | ----------- |
| Avispa Fukuoka      | Japón | 2001 - 2009 |
| Tochigi SC          | Japón | 2009 - 2010 |
| Giravanz Kitakyushu | Japón | 2011 - 2015 |

## Estadística de carrera

### J. League
| Club                | Año   | J. League | J. League | Copa J. League | Copa J. League | Total | Total |
| Club                | Año   | Part.     | Goles     | Part.          | Goles          | Part. | Goles |
| ------------------- | ----- | --------- | --------- | -------------- | -------------- | ----- | ----- |
| Avispa Fukuoka      | 2001  | 1         | 0         | 0              | 0              | 1     | 0     |
| Avispa Fukuoka      | 2002  | 5         | 0         | -              | -              | 5     | 0     |
| Avispa Fukuoka      | 2003  | 14        | 0         | -              | -              | 14    | 0     |
| Avispa Fukuoka      | 2004  | 16        | 0         | -              | -              | 16    | 0     |
| Avispa Fukuoka      | 2005  | 36        | 0         | -              | -              | 36    | 0     |
| Avispa Fukuoka      | 2006  | 20        | 0         | 5              | 0              | 25    | 0     |
| Avispa Fukuoka      | 2007  | 47        | 4         | -              | -              | 47    | 4     |
| Avispa Fukuoka      | 2008  | 24        | 1         | -              | -              | 24    | 1     |
| Avispa Fukuoka      | 2009  | 14        | 0         | -              | -              | 14    | 0     |
| Tochigi SC          | 2009  | 15        | 0         | -              | -              | 15    | 0     |
| Tochigi SC          | 2010  | 11        | 1         | -              | -              | 11    | 1     |
| Giravanz Kitakyushu | 2011  | 36        | 1         | -              | -              | 36    | 1     |
| Giravanz Kitakyushu | 2012  | 33        | 0         | -              | -              | 33    | 0     |
| Giravanz Kitakyushu | 2013  | 39        | 0         | -              | -              | 39    | 0     |
| Giravanz Kitakyushu | 2014  | 11        | 0         | -              | -              | 11    | 0     |
| Giravanz Kitakyushu | 2015  | 6         | 1         | -              | -              | 6     | 1     |
| Total               | Total | 328       | 8         | 5              | 0              | 333   | 8     |